# 藤川拓也
藤川 拓也（ふじかわ たくや、1992年12月17日 - ）は日本の陸上競技選手。専門は長距離走・マラソン。広島県庄原市出身。三次市立十日市中学校・広島県立世羅高等学校・青山学院大学国際政治経済学部卒業。中国電力陸上競技部所属・同陸上部主将。

## 経歴

### 大学時代まで
- 2005年4月、三次市立十日市中学校へ入学。中学在学時代から全国トップレベルの実力を持っている。地元の広島県広島市で毎年1月に開催される都道府県対抗男子駅伝（ひろしま男子駅伝）へは、中学2年生時に第12回大会（2007年、2区・3.0Km、区間12位）、3年生時に第13回大会（2008年）と2年連続して広島県代表として出場[3]。特に中学3年時は6区(3.0 km)を担当し、区間賞の市田宏（鹿児島県代表）に次いで区間2位と快走した。
- 中学卒業後の2008年4月、高校は地元の広島県・駅伝の強豪である世羅高等学校に進学。高校時代は3年連続して毎年12月に開催の全国高等学校駅伝競走大会に出場。高校1年生時は5区(3.0 km、区間22位)[4]、2年生時は6区(5.0Km、区間11位)[5]、3年生時は6区(5.0Km、区間4位)[6]。特に高校2年生の時には、1学年上の北魁道、ビタン・カロキ、竹内一輝らと共に全国制覇を経験した（1年は総合4位、3年は総合2位）。
- 高校卒業後の2011年4月、原晋長距離ブロック監督が率いる青山学院大学に進学し、同大学陸上部に所属する。
- 大学1年生時の出雲全日本大学選抜駅伝競走から「大学三大駅伝」に登場、2区を担当し区間10位（総合10位）。
- 大学2年生時の出雲全日本大学駅伝では2区で5人を抜いて区間2位と好走し、青山学院大として史上初の「大学三大駅伝制覇」に大きく貢献した。第89回東京箱根間往復大学駅伝競走では自身初めての箱根駅伝を出走、山下りの6区を担当し区間14位（総合8位）。
- 大学3年生時の出雲全日本大学駅伝では3年連続して2区を担当（総合5位）。第90回東京箱根間往復大学駅伝競走に自身2年連続で出走し、復路エース区間の9区を担当し区間3位（総合5位）。
- 大学4年生時は主将に就任。全日本大学駅伝対校選手権大会に初出走し、区間3位（総合3位）。
- 2015年正月開催の第91回東京箱根間往復大学駅伝競走では、1月2日に青山学院大として史上初の往路優勝を達成[7]。さらに翌1月3日の復路では、自身3年連続の出場・昨年に引き続き9区を担当し、当時の区間記録に3秒差に迫る力走を披露して区間賞を獲得[8]。そして青学大は、史上初となる念願の箱根駅伝・総合優勝（復路も首位）に導いた[9]。

### 社会人入り後
- 大学卒業後の2015年4月、出身地である広島県広島市の中国電力に就職し、青学大OBで2年先輩の出岐雄大らが所属していた陸上競技部へ入部する。毎年元旦恒例の全日本実業団対抗駅伝競走大会（ニューイヤー駅伝）や、トラックレース等へ出場。
- 初マラソンは2017年3月のびわ湖毎日マラソンだった（2時間26分台・総合24位）。
- 2度目のマラソンは2018年2月の別府大分毎日マラソンで、自己記録を14分以上更新（2時間11分台・総合6位）。
- 3度目のマラソンは2019年3月の東京マラソン2019で、自己記録を1分24秒更新（2時間10分台・総合7位）。さらに、2020年東京オリンピック・男子マラソン日本代表選考レースとなる、マラソングランドチャンピオンシップ（MGC）への出場権も獲得した。
- 2019年9月、マラソングランドチャンピオンシップに出走したものの、レース前半から上位争いに加わる事が出来ず、2時間20分台の総合24位に終わった。
- 2020年3月、MGCファイナルチャレンジ第2弾となる、東京マラソン2020に出場。総合22位に留まったが、自身初のサブテン達成となる2時間08分台でゴールした。

## ベスト記録
- 5000m - 13分51秒40（2013年9月 日本体育大学長距離競技会）
- 10000m - 27分58秒87（2018年11月 八王子ロングディスタンス）
- ハーフマラソン - 1時間01分46秒（2019年2月 香川丸亀国際ハーフマラソン）
- マラソン - 2時間08分45秒 (2020年3月 東京マラソン2020)

### 主な戦績
2007年
- 第12回天皇盃全国都道府県対抗男子駅伝競走大会 2区・3.0Km 区間12位 8分45秒（広島県チーム総合13位）

2008年
- 第13回天皇盃全国都道府県対抗男子駅伝競走大会 6区・3.0Km 区間2位 8分59秒（広島県チーム総合24位）
- 第59回全国高等学校駅伝競走大会 5区・3.0Km 区間22位 9分05秒（世羅高校チーム総合4位）

2009年
- 第60回全国高等学校駅伝競走大会 6区・5.0Km 区間11位 15分14秒（世羅高校チーム総合優勝）

2010年
- 第15回天皇盃全国都道府県対抗男子駅伝競走大会 4区・5.0Km 区間24位 14分56秒（広島県チーム総合4位）
- 第61回全国高等学校駅伝競走大会 6区・5.0Km 区間4位 14分54秒（世羅高校チーム総合2位）

2013年
- 日本体育大学長距離競技会・5000m 41組・3位 13分51秒40（自己記録）[10]

2016年
- 第60回全日本実業団対抗駅伝競走大会 3区・13.6Km 区間27位 39分57秒（中国電力チーム総合14位）

2017年
- 第61回全日本実業団対抗駅伝競走大会 6区・12.5Km 区間6位 37分20秒（中国電力チーム総合9位）

2018年
- 第62回全日本実業団対抗駅伝競走大会 1区・12.3Km 区間4位 34分59秒（中国電力チーム総合14位）
- 第23回天皇盃全国都道府県対抗男子駅伝競走大会 3区・8.5Km 区間13位 24分22秒（広島県チーム総合12位）
- 八王子ロングディスタンス・10000m 総合16位（6組・4位） 27分58秒87（自己記録）[11]

2019年
- 第63回全日本実業団対抗駅伝競走大会 3区・13.6Km 区間5位 37分29秒（中国電力チーム総合9位）
- 第24回天皇盃全国都道府県対抗男子駅伝競走大会 7区・13.0Km 区間7位 37分57秒（広島県チーム総合4位）
- 香川丸亀国際ハーフマラソン 8位 1時間01分46秒（自己記録）

2020年
- 第64回全日本実業団対抗駅伝競走大会 3区・13.6Km 区間15位 38分34秒（中国電力チーム総合19位）

### 大学駅伝成績
| 年度               | 出雲駅伝                                                | 全日本大学駅伝                                        | 箱根駅伝                                                      |
| ------------------ | ------------------------------------------------------- | ----------------------------------------------------- | ------------------------------------------------------------- |
| 1年生 （2011年度） | 第23回-2区(5.8Km) 区間7位 16分34秒 ＜青学大総合10位＞   | 第43回 （出場なし） （青学大総合9位）                 | 第88回 （出場なし） ＜青学大総合5位＞                         |
| 2年生 （2012年度） | 第24回-2区(5.8Km) 区間2位 17分00秒 ＜青学大総合初優勝＞ | 第44回 （出場なし） （青学大不出場）                  | 第89回－6区(20.8Km) 区間14位 1時間00分43秒 ＜青学大総合8位＞  |
| 3年生 （2013年度） | 第25回-2区(5.8Km) 区間6位 17分00秒 ＜青学大総合5位＞    | 第45回 （出場なし） ＜青学大総合6位＞                 | 第90回－9区(23.2Km) 区間3位 1時間09分23秒 ＜青学大総合5位＞   |
| 4年生 （2014年度） | 第26回 （台風第19号による 影響で開催中止）              | 第46回-5区(11.6Km) 区間3位 34分15秒 ＜青学大総合3位＞ | 第91回－9区(23.2Km) 区間賞 1時間08分04秒 ＜青学大総合初優勝＞ |

## マラソン全成績
| 年月          | 大会                               | 順位 | 記録          | 備考                                                           |
| ------------- | ---------------------------------- | ---- | ------------- | -------------------------------------------------------------- |
| 2017年3月5日  | 第72回びわ湖毎日マラソン           | 24位 | 2時間26分24秒 | 初マラソン・世界陸上ロンドン大会・男子マラソン選考レース       |
| 2018年2月4日  | 第67回別府大分毎日マラソン         | 6位  | 2時間11分59秒 | 自己記録更新・MGCシリーズ第3弾（2020年東京オリンピック選考会） |
| 2019年3月3日  | 東京マラソン2019                   | 7位  | 2時間10分35秒 | 自己記録更新・MGCシリーズ第9弾・MGC出場権獲得                  |
| 2019年9月15日 | マラソングランドチャンピオンシップ | 24位 | 2時間20分35秒 | 2020年東京オリンピック・男子マラソン日本代表選考会             |
| 2020年3月1日  | 東京マラソン2020                   | 22位 | 2時間08分45秒 | 現自己ベスト記録・MGCファイナルチャレンジ第2弾                 |